# Juan Urteaga
Juan Urteaga (* 26. August 1972 in Kingston) ist ein US-amerikanischer Musiker und Musikproduzent.

## Werdegang
Urteagas Vater arbeitete für die peruanische Regierung und zog mehrmals um. Juan Urteaga verbrachte seine ersten zwei Lebensjahre auf Jamaika und lebte später in Washington, D.C., Venezuela und Peru, bevor er sich in Kalifornien niederließ. Juan Urteaga erlernte die Instrumente Gitarre und Bass. In Kalifornien spielte er zunächst in den lokalen Bands Zeitgeist und Lords of Chaos, bevor er 1996 zusammen mit dem Gitarristen Colin Davis die Death-Metal-Band Vile gründete. Da die Gitarristen und der Bassist laut Urteaga einfach besser waren, übernahm er den Gesang.
Aus der Not heraus wurde Urteaga zum Tontechniker und nahm mit seiner Band das Demo Unearthed auf. Später lernte er den damaligen Testament-Gitarristen und Produzenten James Murphy kennen, den Urteaga heute als seinen Mentor bezeichnet. Später konzentrierte er sich mehr auf das Produzieren von Alben, so dass er im Jahre 2005 Vile verließ. In der Stadt Martinez betreibt Urteaga das Trident Studio.
Juan Urteaga ist verheiratet und hat zwei Kinder. Seine Tochter ist auf dem Album Unto the Locust von Machine Head zusammen mit den Kindern der Machine-Head-Mitglieder Robb Flynn und Phil Demmel zu hören.

## Diskografie
als Musiker
- 1999: Vile – Stench of the Deceased
- 2002: Vile – Depopulate
- 2005: Vile – The New Age of Chaos
- 2012: A Band of Orcs – Adding Heads to the Pile

als Produzent (Auswahl)
- Blessed Curse: Blessed Curse
- Cattle Decapitation: To Serve Man
- Hatriot: Heroes of Origin, Dawn of the New Centurion
- Heathen: The Evolution of Chaos
- Lääz Rockit: Left for Dead
- Machine Head: Bloodstone & Diamonds
- Pitiful Reign: Visual Violence
- Vile: Depopulate
- Vicious Rumors: Razorback Killer, Electric Punishment
- Testament: Titans of Creation